# Högskoleförberedande examen
Högskoleförberedande examen är en examen som tas efter att man genomfört ett högskoleförberedande program i gymnasieskolan i Sverige. För att få en högskoleförberedande examen behöver man ha:
- 2500 poäng varav 2250 ska vara godkända
- godkänt i svenska, alternativt svenska som andraspråk 1, 2 och 3, engelska 5 och 6 samt matematik 1
- ett godkänt gymnasiearbete

Den som har en högskoleförberedande examen har automatiskt grundläggande behörighet till högskolan, dock finns det flera utbildningar på högskolan som kräver särskilda förkunskapskrav.

## Särskild behörighet (Exempel)

### Läkare[2]
Biologi 2, Fysik 2, Kemi 2, Matematik 4 (områdesbehörighet A13).
Eller: Biologi B, Fysik B, Kemi B, Matematik D (områdesbehörighet 13).

### Agronom[3]

#### Inriktning husdjur
Biologi 2, Fysik 1a eller Fysik 1b1+1b2, Kemi 2 och Matematik 4

#### Inriktning ekonomi
Matematik 3b alternativt 3c, Naturkunskap 2 (alternativt Bi 1, Fy 1a, Ke 1 alternativt Bi 1, Fy 1b1 + 1b2, Ke 1) och Samhällskunskap 1b alternativt Samhällskunskap 1a1 + 1a2.

#### Inriktning landsbygdsutveckling
Matematik 3b alternativt Matematik 3c, Naturkunskap 2 (alternativt Bi 1, Fy 1a, Ke 1 alternativt Bi 1, Fy 1b1 + 1b2, Ke 1), Samhällskunskap 1b alternativt Samhällskunskap 1a1 + 1a2.

#### Inriktning livsmedel
Biologi 2, Fysik 1a alternativt Fysik 1b1 + Fysik 1b2, Kemi 2 och Matematik 4

#### Inriktning mark/växt
Biologi 2, Fysik 1a alternativt Fysik 1b1 + 1b2, Kemi 2 och Matematik 4

### Ekonom[4]
Matematik 3b / 3c, Samhällskunskap 1 b / 1a1+1a2, Engelska 6. Eller: Matematik C, Samhällskunskap A, Engelska B

### Biolog[5]
Biologi 2, Fysik 1a/1b1 + 1b2, Kemi 2, Matematik 4 eller Biologi B, Fysik A, Kemi B, Matematik D

### Kemist[6]
Matematik D, Fysik B, Kemi B eller Matematik 4, Fysik 2 och Kemi 2 

### Ingenjör[7]
Fysik B, Kemi A, Matematik D. Eller: Fysik 2, Kemi 1, Matematik 4. 